# Sir Elwoodin hiljaiset värit
Sir Elwoodin hiljaiset värit (wörtliche Übersetzung: Sir Elwoods stille Farben) ist eine finnische Jazz-, Pop- und Rockgruppe aus Kannelmäki am Stadtrand von Helsinki.

## Musikalisches
Ihren Stil bezeichnet die Gruppe selber als kellarijatsi oder keskiolutjatsi (in etwa: Kellerjazz bzw. Bierjazz), ihre Stücke folgen in Aufbau und Melodie aber auch gängigen Pop- und Rockschemata. Die Instrumentierung ist oftmals umfangreich, mit vielen Blasinstrumenten und unter Verzicht auf elektronische Verstärkungen und Modulationen. Die Texte behandeln zumeist Alltagsthemen wie Liebe, Abschied, das Leben im Vorort oder Älterwerden, oder geben beschreibende szenische Impressionen und Momentaufnahmen. Ähnlich der Musik sind auch die Texte häufig mit einer leichten Melancholie unterlegt.
Einige ihrer bekannteren Stücke sind dabei thematisch beibehaltene Coverversionen internationaler Lieder (Älä itke – zu deutsch „Weine nicht“ – ist Don’t Cry No Tears von Neil Young, Kaduilla Kallion – „In den Straßen von Kallio“ – ist In The Neighbourhood von Tom Waits), die Mehrzahl der Lieder sind allerdings Eigenkompositionen. Die Band hat bislang nicht enthüllt, ob der Name einen tieferen Hintergrund hat, und wenn ja, welchen. Außerhalb Finnlands hat die finnisch singende Gruppe keine Alben veröffentlicht.

## Bandgeschichte
Die Band entstand, als 1988 Juha Lehti und Juha Saaresaho, die sich bei der Arbeit im Myyrmäki-Jugendzentrum in Vantaa trafen, gemeinsam mit Pete Loikala erste Demokassetten aufzunehmen begannen. Nach zunächst nur lokaler Bekanntheit landete die Band ihren ersten größeren Erfolg 1993 mit der Single Viimeisellä rannalla. Von nun an erreichten Platten und Singles regelmäßig die Top-20 der finnischen Verkaufscharts. Die Größte-Erfolge-Kompilation Varjoja, varkaita ja vanhoja valokuvia und das Album Kymmenen tikkua laudalla erreichten Goldstatus, die höchste Chartplatzierung eines Albums war bislang Platz 2 (1999, für Pyhää kamaa.)
Am 13. Juni 2004 starb Riku Järvinen, Bassist und Violinist der Gruppe, bei einem Unfall. Erste Pläne, die Band hiernach aufzulösen, wurden allerdings beiseitegelegt, als sie Järvinens Freund Puppe Luomanmäki bei einem Erinnerungskonzert für Järvinen kennenlernten und dieser für ihn der Band beitrat. Somit konnten nach der schon produzierten zweiten Greatest-Hits-Platte zunächst mit Suomineito eine neue Single, später auch ein neues Album veröffentlicht werden.

### Sir Elwoodin vieraskirja
2014 begannen Sänger Lehti und Gitarrist Virtanen ein Nebenprojekt mit dem Namen Sir Elwoodin vieraskirja (Sir Elwoods Gästebuch). Anfang 2015 erschien das Album Sinä iltana sataa und etwas mehr als ein Jahr später ein zweites Album mit dem Titel Runoilija.

## Diskografie

### Studioalben
- Varjoissa vapaan maailman (In den Schatten einer leeren Welt) 1991
- Yö tekee meistä varkaat (Die Nacht macht uns zu Dieben) 1992
- Kymmenen tikkua laudalla (Zehn Stöcke auf dem Brett - Name eines Kinderspiels) 1993 (FI: Gold)
- Puoli viisi aamulla (Morgens halb fünf) 1995
- Puunukke (Marionette) 1997
- Pyhää kamaa (Heiliger Krempel) 1999
- Pohjoisesta tuulee taas (Es kommt wieder von Norden her) 2001
- 18. tammikuuta (18. Januar) 2003
- Sattuman kauppa (Kaufhaus des Glücks) 2007
- Kaipuun vuosirenkaita (Jahresringe des Sehnens) 2010
- Aamupäivän Errol Flynn (Errol Flynn des Vormittags) 2020

Sir Elwoodin vieraskirja
- Sinä iltana sataa (Am Abend regnet es) 2015
- Runoilija (Dichter) 2016

### Best-of-Platten und Livealben
- Varjoja, varkaita ja vanhoja valokuvia (Von Schatten, Dieben und alten Fotografien) best of 1998
- Ilta illan jälkeen (Der Abend nach dem Abend) live 2002
- Varjoja, varkaita ja vanhoja valokuvia, osa 2 (Von Schatten, Dieben und alten Fotografien, Teil 2) best of 2005
- Varjoja, varkaita ja vanhoja valokuvia, osa 3 (Von Schatten, Dieben und alten Fotografien, Teil 3) best of 2009
- Varjoja, varkaita ja vanhoja valokuvia, 20 vuotta myöhemmin (Von Schatten, Dieben und alten Fotografien, 20 Jahre später) live 2011
- Klassikot (Klassiker) best of 2012

### Singles
- Tango / Karhubaari (Tango / Bärenbar) 1990
- Ikkunas alla / Hummani hey (Unter Deinem Fenster / Hey Menschheit) 1991
- Sellaista se on / Älä itke (Don't cry, no tears) (So ist es / Weine nicht) 1991
- Neiti Kevät / Tarjoilija / Eräänä päivänä (Fräulein Frühling / Bedienung / Eines Tages) 1992
- Kerran elämässä / Karhubaari / Yksin (Einmal im Leben / Bärenbar / Einzig) 1992
- Mustasukkaisuus / Kylätie (31.8.) (Eifersucht / Dorfstraße (31.8.)) 1992
- Viimeisellä rannalla / Viimeinkin (Das letzte Ufer / Schlussendlich) 1993
- Minä ja täysikuu (Pitkin rantaa) / Katso tähtiä (Ich und der Vollmond (entlang des Strandes) / Schau die Sterne an) 1993
- Kuolen / Maa mustasukkainen (Ich sterbe / Eifersüchtiges Land) 1995
- Hämärän taa (single-edit) / Sirkus (Hinter dem Zwielicht / Zirkus) 1995
- Vanha valokuva (Alte Fotografie) 1996
- Perunamaa (Kartoffelland) 1997
- Puunukke (single edit) / Uusi isäntä (H.H.) (Marionette / Neu ein Vater werden) 1997
- Kannelmäki -68 (single edit) (Kannelmäki '68) 1998
- Kollikissa (Kater) 1999
- Sua seuraan (Ich folge Dir) 1999
- Maailman kaunein maalaistyttö (Das schönste Landmädchen der Welt) 1999
- Pyhää kamaa (Heiliger Krempel) 2000
- Kekkonen (Kekkonen) 2000
- Torkkelinmäki (Torkkelinmäki) 2001
- Johnny Ö. (Johnny Ö.) 2001
- Tyttöjen päiväkirjat (Tagebücher von Mädchen) 2001
- Pohjanmaan vuoret (Die Berge Österbottens) 2003
- Bussi 17 (Bus 17) 2003
- Syysyö (Herbstnacht) 2004
- Rock ’n’ Roll (Rock ’n’ Roll) 2005
- Suomineito (Finnische Fräulein) 2006
- Pahaa verta (Böses Blut) 2007
- Rouva Fortuna (Frau Fortuna) 2007